# Berlin (Wisconsin)
Berlin é uma cidade localizada no estado norte-americano de Wisconsin, no Condado de Green Lake e Condado de Waushara.

## Demografia
Segundo o censo norte-americano de 2000, a sua população era de 5305 habitantes. 
Em 2006, foi estimada uma população de 5210, um decréscimo de 95 (-1.8%).

## Geografia
De acordo com o United States Census Bureau tem uma área de 
16,3 km², dos quais 15,5 km² cobertos por terra e 0,8 km² cobertos por água. Berlin localiza-se a aproximadamente 246 m acima do nível do mar.

## Localidades na vizinhança
O diagrama seguinte representa as localidades num raio de 20 km ao redor de Berlin. 